# Inquisizione spagnola

Sigillo del Tribunale in Spagna

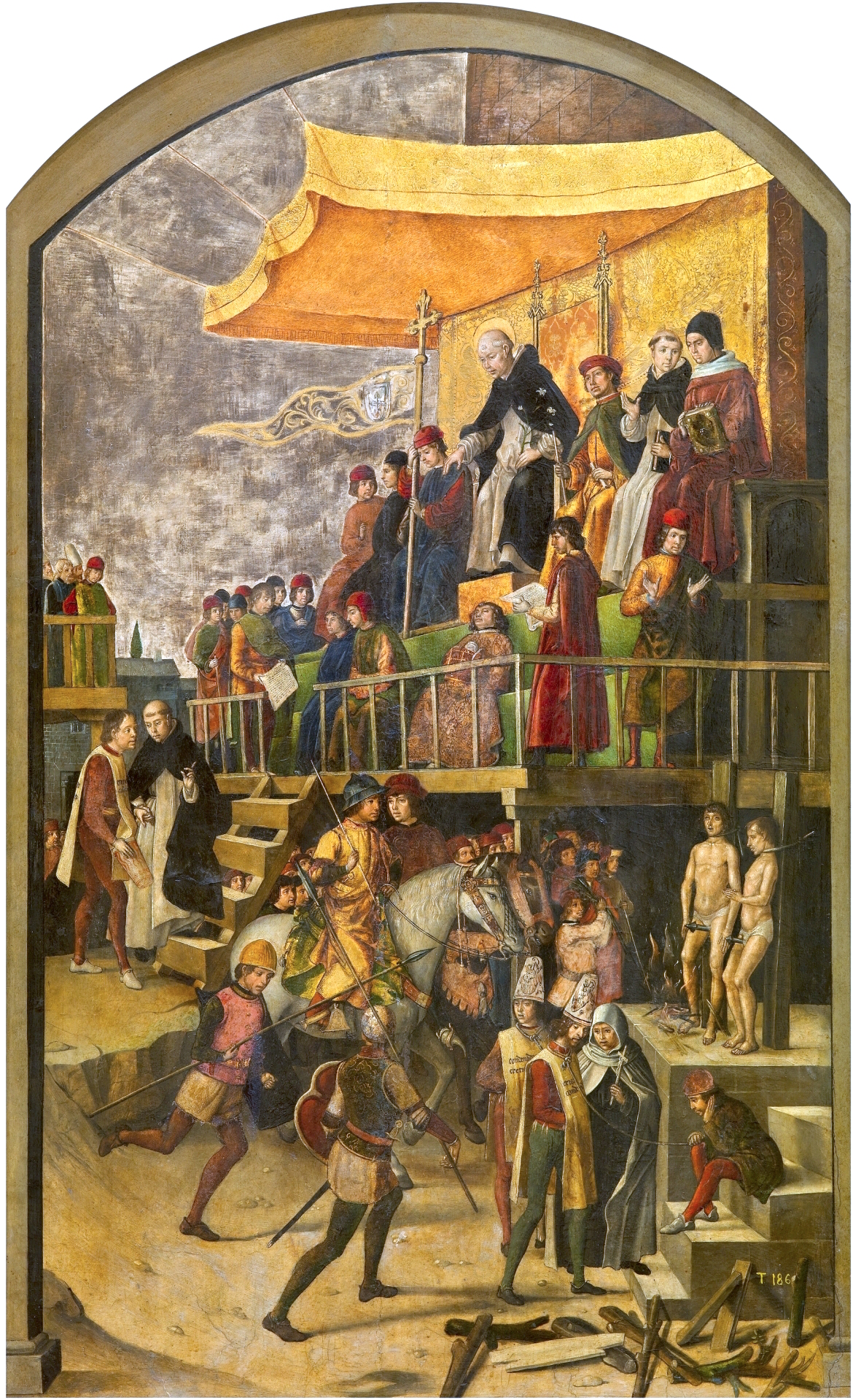
Pedro Berruguete: San Domenico di Guzmán presiede simbolicamente a un autodafé dell'Inquisizione spagnola

L’Inquisizione spagnola fu l'inquisizione che ebbe luogo in Spagna sotto il controllo dei re spagnoli. Essa fu il risultato della politica di conversione dei musulmani e degli ebrei al Cristianesimo. L'Inquisizione fu anche un importante mezzo per rinforzare la "limpieza de sangre", sempre contro i discendenti di musulmani ed ebrei e per colpire oppositori politici e confiscare patrimoni dei condannati a favore dell'erario reale.

## Contesto
Nel XV secolo la Spagna non era un singolo Stato bensì una federazione di reami, ognuno con una propria amministrazione, come Aragona e Castiglia, governate rispettivamente da Ferdinando e Isabella. Era presente fin dal Medioevo nella Corona d'Aragona un'inquisizione locale, che mancava invece nei territori di Castiglia e León.
Gran parte della Penisola iberica era in passato stata governata dai musulmani. In particolar modo le regioni meridionali, fra cui Granada che mantenne la propria autonomia dai Regni cristiani fino al 1492, erano densamente abitate da Arabi e Berberi. Le città principali, come Siviglia, Valladolid (capitale della Castiglia) e Barcellona, capitale d'Aragona, includevano grandi comunità ebraiche nei propri ghetti, chiamati Juderías.
Il servizio ebraico alla corte aragonese era una tradizione consolidata: il padre di Ferdinando, Giovanni II d'Aragona, nominò Abiathar Crescas, un ebreo, suo astrologo di corte. Gli ebrei occupavano molti posti di potere, sia religiosi che politici. Pedro de la Caballería, un marrano, ebbe un ruolo chiave nell'organizzazione del matrimonio di Ferdinando con Isabella. La Castiglia aveva addirittura un rabbino segreto di corte, un ebreo praticante.

## Origini dell'Inquisizione spagnola

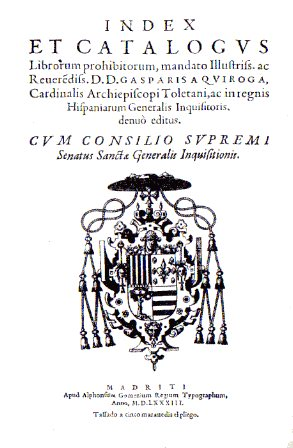
Indice dei libri proibiti, Madrid, 1583

Mentre la castigliana Isabella era una devota cattolica, l'aragonese Ferdinando non intendeva la religione altro che come uno strumento di controllo sui propri sudditi. Egli voleva eliminare le religioni islamica ed ebraica dai propri domini, e l'Inquisizione era un mezzo adatto allo scopo. Molti storici affermano che l'Inquisizione fu istituita con il fine di indebolire l'opposizione interna a Ferdinando.
Si ipotizzano anche ragioni economiche: i banchieri ebrei avevano prestato al padre di Ferdinando molti dei soldi impiegati nello stipulare l'alleanza e il matrimonio tra i Reami spagnoli, e questi debiti si estinsero in gran parte con la condanna dei creditori. L'inquisitore maggiore d'Aragona Pietro d'Arbués fu ucciso nella cattedrale di Saragozza dai cristianos nuevos (nuovi cristiani, ovvero convertiti con la forza).
Ferdinando era un astuto politicante, ed ebbe stretti rapporti con il Papato nell'ambito della sua politica di consolidamento dei due Stati (uniti dal matrimonio con Isabella) in un unico Regno da affidare al proprio erede. Tuttavia evitò qualsiasi ingerenza papale nell'opera dell'Inquisizione locale, geloso del potere all'interno dei propri confini.
Secondo alcuni autori, il Papa non voleva affatto l'Inquisizione in Spagna, ma fu Ferdinando ad insistere. Egli costrinse Rodrigo Borgia, allora vescovo di Valencia e vice-cancelliere papale in veste di cardinale, a portare Roma dalla propria parte, minacciando di non supportarlo con la propria guarnigione in Sicilia. Il Papa emanò la bolla pontificia Exigit sincerae devotionis con l'istituzione dell'ordine nel 1478, ma era scontento dei suoi eccessi e si impegnò per contenerne gli abusi (definiva inoltre l'organo spagnolo come un cinico mezzo per sottrarre gli averi agli Ebrei).
Nonostante il titolo di "Re Cattolicissimo", e i suoi tentativi di ottenere il patrocinio papale per la propria politica, in questo caso Ferdinando si oppose fermamente al Pontefice. Borgia ottenne comunque un piccolo successo, dato che papa Sisto IV ufficializzò l'inquisizione solo nello Stato di Castiglia. In seguito, Borgia avrebbe avuto bisogno del supporto della Spagna per la propria politica papale come papa Alessandro VI.
Ferdinando aveva dalla sua parte importanti argomenti di "persuasione" nei confronti del Papa. Venezia, il tradizionale baluardo dell'Europa contro gli Ottomani ad Est, era molto indebolita da una lunga guerra combattuta contro questi tra il 1463 e il 1479. I Turchi si erano impossessati della Grecia e delle sue isole. La Francia, come al solito, era alla finestra, in attesa di sfruttare qualche segno di debolezza. Tra tutti questi pericoli, il Sultano attaccò nel 1480 la stessa Italia, ad Otranto, con molte migliaia di giannizzeri, che devastarono le campagne per tre giorni, pressoché incontrastati.
In tale contesto, la condizione di Re di Sicilia di Ferdinando diede a quest'ultimo una posizione di forza, e il Papa cedette concedendo la propria benedizione all'inquisizione spagnola. Ferdinando era il vincitore: il suo organo di controllo aveva la benedizione papale e le casse del regno si riempivano dei beni confiscati alle vittime, prevalentemente musulmane ed ebree.

## Organizzazione dell'Inquisizione spagnola

La struttura piramidale dell'Inquisizione

Il Consiglio dell'Inquisizione Generale e Suprema (Consejo de la General y Suprema Inquisición) dava le istruzioni ai Tribunali, esaminava i rapporti dei processi, ordinava le ispezioni, rivedeva le cause e agiva come tribunale per i membri dell'Inquisizione accusati di reati. Il presidente era Inquisitore Generale. Gli altri membri erano gli inquisitori provinciali (nominati dal re), prelati e avvocati.
I Tribunali (Tribunales) giudicavano gli accusati. Erano formati da tre inquisitori, per la maggior parte membri del clero secolare con esperienza giuridica, e altri funzionari come procuratori, segretari, notai e un difensore dell'accusato, che normalmente si limitava a informare l'accusato di come si svolgeva il procedimento.
I Familiari (Familiares) erano senza salario fisso. Incoraggiavano le delazioni, raccoglievano le testimonianze e catturavano gli accusati. Nonostante fossero personaggi odiati dalla popolazione, il loro numero crebbe notevolmente perché venivano esentati dai contributi fiscali e potevano girare armati. Inoltre la familiarità con l'Inquisizione era considerata prestigiosa e prova di "purezza di sangue".

## L'Inquisizione spagnola e l'espulsione degli ebrei
Ferdinando e Isabella affidarono all'inquisitore generale Tomás de Torquemada nel 1481 il compito di trovare e punire i conversi - gli ebrei e i mori - che ufficialmente si erano convertiti al Cristianesimo ma continuavano ad officiare in segreto i riti della propria religione. Alcuni Ebrei convertiti erano stati nominati sacerdoti e persino vescovi. I loro censori li chiamavano marrani, un termine dispregiativo che può essere tradotto anche con "maiale". L'Inquisizione cominciò a perseguitare i conversi a Siviglia, e furono istituiti tribunali speciali in rapida successione a Cordova, Jaén, e Ciudad Real, e in seguito nelle regioni di Aragona, Catalogna e Valencia. Tra il 1486 e il 1492 furono tenuti solamente a Toledo venticinque autodafé, e ne sarebbero stati eseguiti oltre 464 tra il 1492 e il 1826. In totale, furono processati oltre 13.000 conversi, dal 1480 fino al decreto di espulsione di tutti gli ebrei dalla Spagna del 1492. Dal 1494, inquisitore generale fu Alonso Suárez de la Fuente del Sauce.
La Spagna musulmana si era rivelata un porto sicuro per gli ebrei, e divenne velocemente il centro della vita intellettuale Ebraica. Tuttavia, qualche mese dopo la caduta di Granada, arrivò il decreto di espulsione di Ferdinando e Isabella, che ordinava agli Ebrei di tutte le età di lasciare il Paese entro l'ultimo giorno di luglio, e che permetteva di portare via tutte le proprietà eccetto metalli preziosi o denaro. La motivazione del decreto verteva sul pericolo di ricaduta dei conversi causato dalla vicinanza degli Ebrei non convertiti, che li allontanavano dal Cristianesimo e li facevano tornare ai vecchi riti. Non erano menzionate altre ragioni, e non si dubita che quella religiosa fosse la principale. Si dice che Don Isaac Abravanel, che aveva in precedenza riscattato 480 ebrei di Málaga dal Re per 20.000 dobloni, a quel punto offrì loro 600.000 corone per la revoca dell'editto. Si dice anche che Ferdinando esitò, ma fu preceduto da Torquemada, che lanciò ai piedi del sovrano un crocifisso, chiedendogli se avrebbe tradito Cristo per soldi come Giuda. A prescindere dalla verità del racconto, non ci furono segnali di ripensamento da parte della monarchia e gli Ebrei si prepararono all'esilio. Furono espulsi oltre 200.000 ebrei, che si rifugiarono in Turchia, in Palestina o nel Nord Africa; in molte migliaia morirono nel viaggio. L'espulsione dalla Spagna portò alla nascita della comunità sefardita; il ritorno, in Spagna, di un membro della comunità sefardita fu comunque impossibile fino al 1858, anno dell'annullamento dell'editto.
Con l'espulsione degli ebrei l'Inquisizione aveva campo libero, dato che la sua autorità si estendeva per definizione solo sui cristiani, e che ora ogni ebreo presente sul territorio era stato battezzato. Se questi avessero continuato a praticare i propri riti, sarebbero stati condannati come peccatori ricaduti (nell'errore).

## Operato dell'Inquisizione spagnola

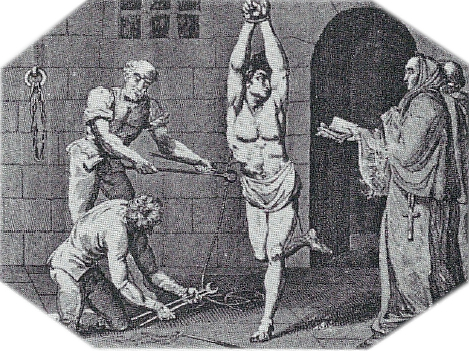
Una vittima dell'inquisizione viene torturata mediante bruciature.

Sisto IV morì nel 1484, e gli succedette papa Innocenzo VIII, che per due volte emise una bolla chiedendo più misericordia per i convertiti. Egli ordinò per converso a tutti i Re cattolici di estradare gli ebrei in fuga di nuovo in Spagna, dove avrebbero subito un processo.
L'Inquisizione, in quanto organo religioso, era presieduto da autorità clericali; tuttavia, in caso di eresia accertata, il condannato veniva affidato alle autorità secolari per l'esecuzione della condanna. La tortura era ampiamente usata. La penitenza andava dall'umiliazione pubblica al rogo (dopo lo strangolamento per chi si pentiva e da vivo per chi non rinnegava il proprio peccato). Al posto degli irreperibili veniva bruciata una loro effigie, per gesto simbolico. Queste erano le pene eseguite durante gli autodafé, che potevano durare un giorno intero. I membri religiosi del tribunale erano assistiti da civili (familiari), il cui incarico era molto prestigioso.
Molte delle condanne si basavano su accuse nate dall'invidia o dal desiderio di vendetta. Molte altre, rivolte ad ebrei molto ricchi, erano molto probabilmente patrocinate dalla corona.
L'Inquisizione diresse la propria azione anche contro i primi Protestanti, gli Erasmiani, gli Illuministi, e nel XVIII secolo contro gli autori dell'Encyclopédie. Nonostante la piega presa dalle altre Inquisizioni, quella spagnola seguì poco la caccia alle streghe: la maggior parte delle donne accusate veniva prosciolta come malata di mente.
L'Inquisizione fu temporaneamente abolita dal governo napoleonico (1808-1815) e reistituita con il ritorno sul trono di Ferdinando VII. Venne abolita definitivamente nel 1834.
Per perseguitare gli emigranti dalla Spagna che si erano rifugiati nelle colonie, fu istituita l'Inquisizione messicana, che ebbe l'appoggio degli esploratori e dei conquistadores.

## Statistiche
Stabilire dei numeri relativi all'azione dell'Inquisizione spagnola è molto difficile, ed è in corso un dibattito tra le recenti indagini, supportate dalla Chiesa cattolica, secondo cui le stime riguardo alle condanne a morte sarebbero state sempre molto esagerate, e le teorie di altri storici, secondo cui sarebbero state uccise centinaia di migliaia di persone. Alcuni studiosi e storici spagnoli sostengono l'esistenza di una leggenda nera al riguardo, che teorizza un "effetto distruttore" della Spagna verso le altre nazioni e popoli. Joseph de Maistre scrisse diverse lettere in difesa dell'inquisizione spagnola, che furono raccolte in un libro dal titolo Elogio dell'Inquisizione di Spagna. La tesi dell'autore è che i tribunali furono sempre ponderati nei giudizi e che con la loro azione prolungata nel tempo mantennero unita la comunità spagnola, evitandole le sanguinarie guerre di religione che investirono altre parti del continente. Inventori della leggenda nera, a giudizio di De Maistre, sarebbero i protestanti, in realtà persecutori dei cattolici.
Alcuni rapporti di grandi stragi sono riportati da storici come Will Durant che, nel suo "The Reformation" (1957), cita Juan Antonio Llorente, Segretario Generale dell'Inquisizione dal 1789 al 1801, il quale stima l'esecuzione di 31.912 persone nel periodo 1480-1808; egli cita inoltre Hernando de Pulgar, segretario della regina Isabella, il quale stima che 2.000 persone siano state arse prima del 1490. Philip Schaff, nella sua Storia della Chiesa Cattolica, diede il numero di 8.000 persone arse nei 18 anni di azione di Torquemada. Matthew White, esaminando questi dati, dà un'approssimazione di 32.000 morti, di cui 9.000 sotto Torquemada. R.J. Rummel giudica queste "stime realistiche", nonostante altri studiosi attribuiscano a Torquemada la responsabilità di 135.000 decessi, includendo 125.000 avvenuti in prigione a causa degli stenti.
Altri studi, come quello del professor Agostino Borromeo della Sapienza di Roma, riporta 125.000 processi effettuati dall'Inquisizione, con sole 2.000 esecuzioni circa realmente avvenute, nonostante molte altre ne fossero state decretate da tribunali laici.
Negli ultimi decenni, sempre nell'ottica di una posizione revisionista, alcuni studiosi sottolineano che in Spagna, nazione spesso accusata di essere la patria dell'Inquisizione e della caccia alle streghe, si registrò un uso modesto della tortura e un numero di vittime relativamente basso se paragonato all'Europa centro-settentrionale, prevalentemente di fede non cattolica.